# John Gary Evans
John Gary Evans, född 15 oktober 1863 i Cokesbury i South Carolina, död 27 juni 1942 i Spartanburg i South Carolina, var en amerikansk demokratisk politiker. Han var South Carolinas guvernör 1894–1897.
Evans avbröt studierna vid Union College men studerade sedan juridik och inledde 1886 sin karriär som advokat i South Carolina. Han var även verksam som bankdirektör i Spartanburg.
Evans efterträdde 1894 Benjamin Tillman som South Carolinas guvernör och efterträddes 1897 av William Haselden Ellerbe.
Evans tjänstgjorde som major i spansk-amerikanska kriget. År 1942 avled han 78 år gammal.